# Сальвадор Агірре
Сальвадор Агірре (1862–1947) — в. о. президента Гондурасу упродовж одного тижня у вересні 1919 року.
На початку 1919 року тогочасний президент Франсіско Бертран розв'язав громадянську війну зі своїми політичними опонентами. Тому у вересні того ж року на пост президента був тимчасово призначений Сальвадор Агірре.